# WTA de New Haven
O WTA de New Haven – ou Connecticut Open, na última edição – foi um torneio de tênis profissional feminino, de categoria WTA Premier.
Realizado em New Haven, no estado de Connecticut, nos Estados Unidos, estreou em 1998 e durou vinte e uma edições. Os jogos eram disputados em quadras duras durante o mês de agosto.
Depois de 2018, foi substituído pelo WTA de Zhengzhou.

## Finais

### Simples
| Ano  | Campeã                 | Vice-campeã          | Resultado      |
| ---- | ---------------------- | -------------------- | -------------- |
| 2018 | Aryna Sabalenka        | Carla Suárez Navarro | 6–1, 6–4       |
| 2017 | Daria Gavrilova        | Dominika Cibulková   | 4–6, 6–3, 6–4  |
| 2016 | Agnieszka Radwańska    | Elina Svitolina      | 6–1, 7–63      |
| 2015 | Petra Kvitová          | Lucie Šafářová       | 66–7, 6–2, 6–2 |
| 2014 | Petra Kvitová          | Magdaléna Rybáriková | 6–4, 6–2       |
| 2013 | Simona Halep           | Petra Kvitová        | 6–2, 6–2       |
| 2012 | Petra Kvitová          | Maria Kirilenko      | 7–69, 7–5      |
| 2011 | Caroline Wozniacki     | Petra Cetkovská      | 6–4, 6–1       |
| 2010 | Caroline Wozniacki     | Nadia Petrova        | 6–3, 3–6, 6–3  |
| 2009 | Caroline Wozniacki     | Elena Vesnina        | 6–2, 6–4       |
| 2008 | Caroline Wozniacki     | Anna Chakvetadze     | 3–6, 6–4, 6–1  |
| 2007 | Svetlana Kuznetsova    | Ágnes Szávay         | 4–6, 3–0, ab.  |
| 2006 | Justine Henin-Hardenne | Lindsay Davenport    | 6–0, 1–0, ab.  |
| 2005 | Lindsay Davenport      | Amélie Mauresmo      | 6–4, 6–4       |
| 2004 | Elena Bovina           | Nathalie Dechy       | 6–2, 2–6, 7–5  |
| 2003 | Jennifer Capriati      | Lindsay Davenport    | 6–2, 4–0, ab.  |
| 2002 | Venus Williams         | Lindsay Davenport    | 7–5, 6–0       |
| 2001 | Venus Williams         | Lindsay Davenport    | 7–66, 6–4      |
| 2000 | Venus Williams         | Monica Seles         | 6–2, 6–4       |
| 1999 | Venus Williams         | Lindsay Davenport    | 6–2, 7–5       |
| 1998 | Steffi Graf            | Jana Novotná         | 6–4, 6–1       |

### Duplas
| Ano  | Campeãs                                            | Vice-campeãs                               | Resultado         |
| ---- | -------------------------------------------------- | ------------------------------------------ | ----------------- |
| 2018 | Andrea Sestini Hlaváčková Barbora Strýcová         | Hsieh Su-wei Laura Siegemund               | 6–4, 76–7, [10–4] |
| 2017 | Gabriela Dabrowski Xu Yifan                        | Ashleigh Barty Casey Dellacqua             | 3–6, 6–3, [10–8]  |
| 2016 | Sania Mirza Barbora Strýcová                       | Martina Hingis Coco Vandeweghe             | 7–5, 6–4          |
| 2015 | Julia Görges Lucie Hradecká                        | Chuang Chia-jung Liang Chen                | 6–3, 6–1          |
| 2014 | Andreja Klepač Sílvia Soler Espinosa               | Marina Erakovic Arantxa Parra Santonja     | 7–5, 4–6, [10–7]  |
| 2013 | Sania Mirza Zheng Jie                              | Anabel Medina Garrigues Katarina Srebotnik | 6–3, 6–4          |
| 2012 | Liezel Huber Lisa Raymond                          | Andrea Hlaváčková Lucie Hradecká           | 4–6, 6–0, [10–4]  |
| 2011 | Chuang Chia-jung Olga Govortsova                   | Sara Errani Roberta Vinci                  | 7–5, 6–2          |
| 2010 | Květa Peschke Katarina Srebotnik                   | Bethanie Mattek-Sands Meghann Shaughnessy  | 7–5, 6–0          |
| 2009 | Nuria Llagostera Vives María José Martínez Sánchez | Iveta Benešová Lucie Hradecká              | 6–2, 7–5          |
| 2008 | Květa Peschke Lisa Raymond                         | Sorana Cîrstea Monica Niculescu            | 4–6, 7–5, [10–7]  |
| 2007 | Sania Mirza Mara Santangelo                        | Cara Black Liezel Huber                    | 6–1, 6–2          |
| 2006 | Yan Zi Zheng Jie                                   | Lisa Raymond Samantha Stosur               | 6–4, 6–2          |
| 2005 | Lisa Raymond Samantha Stosur                       | Gisela Dulko Maria Kirilenko               | 6–2, 16–7, 6–1    |
| 2004 | Nadia Petrova Meghann Shaughnessy                  | Martina Navrátilová Lisa Raymond           | 6–1, 1–6, 7–64    |
| 2003 | Virginia Ruano Pascual Paola Suárez                | Alicia Molik Magüi Serna                   | 7–66, 6–3         |
| 2002 | Daniela Hantuchová Arantxa Sánchez Vicario         | Tathiana Garbin Janette Husárová           | 7–6, 1–6, 7–5     |
| 2001 | Cara Black Elena Likhovtseva                       | Jelena Dokić Nadia Petrova                 | 6–0, 3–6, 6–2     |
| 2000 | Julie Halard-Decugis Ai Sugiyama                   | Virginia Ruano Pascual Paola Suárez        | 6–4, 5–7, 6–2     |
| 1999 | Lisa Raymond Rennae Stubbs                         | Elena Likhovtseva Jana Novotná             | 7–61, 6–2         |
| 1998 | Alexandra Fusai Nathalie Tauziat                   | Mariaan de Swardt Jana Novotná             | 6–1, 6–0          |